# BNP Paribas Masters 2015
BNP Paribas Masters 2015 — профессиональный теннисный турнир, в 44-й раз проводившийся в Париже, Франция на закрытых кортах с покрытием типа хард. Турнир имеет категорию ATP Masters 1000.
Соревнования прошли с 31 октября по 8 ноября 2015 года.
Прошлогодними чемпионами являются:
- Одиночный турнир —  Новак Джокович
- Парный турнир —  Боб Брайан /  Майк Брайан.

## Общая информация
Одиночный турнир собрал девять из десяти представителей Топ-10. Первые восемь номеров посева соответствовали рангу теннисиста в мировом рейтинге. Возглавил этот список лидер мировой классификации и чемпион двух последних розыгрышей турнира в Париже Новак Джокович. Его главными конкурентами считались второй номер посева Энди Маррей, № 3 и чемпион турнира 2011 года Роджер Федерер и № 4 Стэн Вавринка. Первым из них турнир покинул Роджер Федерер, проиграв в третьем раунде № 13 посева Джону Изнеру. Остальная тройка смогла дойти до полуфинала, где им компанию составил № 8 посева Давид Феррер. За выход в финал Джокович обыграл Вавринку, а Маррей в другом матче одолел Феррера. В титульном матче встретились первые два номера мировой классификации и победу смог одержать Новак Джокович. Титул стал третьим подряд для серба на турнире в Париже и он единственный кому удалось такое достижение. Всего же это его четвёртый трофей на местном турнире (первую победу он одержал в 2009 году. Единственным представителем России в одиночном турнире стал Теймураз Габашвили. который не смог преодолеть первый раунд.
В парном турнире первые номера посева и чемпионы двух последних розыгрышей Боб и Майк Брайаны не смогли повторить достижение Джоковича в одиночках. В четвертьфинале они проиграли Вашеку Поспишилу и Джеку Соку. Главный приз забрали вторые номера посева Иван Додиг и Марсело Мело, которые в финале обыграли Поспишила и Сока.

## Соревнования

### Одиночный турнир
Новак Джокович обыграл  Энди Маррея со счётом 6-2, 6-4.
- Джокович выигрывает 10-й одиночный титул в сезоне и 58-й за карьеру в основном туре ассоциации.
- Маррей сыграл 7-й одиночный финал в сезоне и 52-й за карьеру в основном туре ассоциации.

### Парный турнир
Иван Додиг /  Марсело Мело обыграли  Вашека Поспишила /  Джека Сока со счётом 2-6, 6-3, [10-5].
- Додиг выигрывает 3-й парный титул в сезоне и 4-й за карьеру в основном туре ассоциации.
- Мело выигрывает 6-й парный титул в сезоне и 19-й за карьеру в основном туре ассоциации.